# Río Sabogal
Río Sabogal är ett vattendrag i Costa Rica.   Det ligger i provinsen Alajuela, i den nordvästra delen av landet, 140 km nordväst om huvudstaden San José.